# Simon Vinkenoog
Simon Vinkenoog (18 de julio de 1928 – 12 de julio de 2009) fue un poeta y escritor holandés. Fue editor de la antología Atonaal (Atonal), que lanzó el Movimiento de los 50 holandés.
En 2004 fue elegido como Dichter des Vaderlands o "Poeta Laureado" en los Países Bajos. El 11 de julio de 2009 Vinkenoog fue ingresado en un hospital de Amsterdam después de sufrir una convulsión. Murió al día siguiente.

## Obra
- 1950 - Wondkoorts - poemas
- 1951 - Atonaal - antología (editor) [3]
- 1954 - Zo lang te water, een alibi - novela
- 1962 - Hoogseizoen - novela
- 1965 - Liefde - novela
- 1968 - How to Enjoy Reality - pamfleto, incluido en International Times con Jean-Paul Vroom
- 1976 - Mij best - novela
- 1978 - Het huiswerk van de dichter - poemas
- 1979 - (1972-1978) Bestaan en begaan
- 1980 - Jack Kerouac in Amsterdam
- 1980 - Moeder Gras
- 1981 - Poolshoogte/Approximations
- 1982 - Voeten in de aarde en bergen verzetten - poemas
- 1986 - Stadsnatuur, dagboeknotities
- 1986 - Coito ergo Sum: samenspraak der eenwording
- 1986 - O boze droom
- 1987 - Leven en dood van Marcel Polak - biografía
- 1987 - Heren zeventien, proeve van waarneming
- 1988 - Op het eerste gehoor - poemas
- 1993 - Louter genieten - poemas
- 1996 - Het hoogste woord: De stem van Simon Vinkenoog
- 1998 - Vreugdevuur - poemas
- 1998 - Herem 'n tijd - colección de artículos
- 2000 - De ware Adam - poemas
- 2001 - Me and my peepee  (traducción de poemas por Allen Ginsberg)